# روميو سيلفا
روميو سيلفا (بالبرتغالية: Romeu Silva‏) هو لاعب كرة قدم ومدرب كرة قدم برتغالي في مركز الوسط، ولد في 4 مارس 1954 في Vila Praia de Âncora ‏ في البرتغال. شارك مع منتخب البرتغال لكرة القدم. أما مع النوادي، فقد لعب مع سبورتينغ لشبونة وفيتوريا دي غيماريش ونادي بنفيكا ونادي بورتو.

## وصلات خارجية
- روميو سيلفا على موقع قاعدة بيانات كرة القدم.إي يو (الإنجليزية)
- روميو سيلفا على موقع ناشيونال فوتبول تيمز (الإنجليزية)
- روميو سيلفا على موقع Soccerway.com (الإنجليزية)